# Malé Trakany
Malé Trakany est un village de Slovaquie situé dans la région de Košice.

## Géographie
La commune se situe dans l'extrême sud-est de la Slovaquie à l'ouest de Veľké Trakany et au sud de la petite ville de Čierna nad Tisou.

## Histoire
Première mention écrite du village en 1332.
La localité fut annexée par la Hongrie après le premier arbitrage de Vienne le 2 novembre 1938. En 1938, on comptait 1341 habitants dont 62 d'origines juives. Elle faisait partie du district de Medzibodrožie (hongrois : Bodrogközi járás). Le nom de la localité avant la Seconde Guerre mondiale était Malý Tarkan/Kis-Tárkány. Durant la période 1938 - 1944, le nom hongrois Kistárkány était d'usage. À la libération, la commune a été réintégrée dans la Tchécoslovaquie reconstituée.

## Démographie

### Évolution de la population
| Année:               | 1994. | 2004.    | 2014.   | 2024.   |
| -------------------- | ----- | -------- | ------- | ------- |
| Nombre de personnes: | 912   | 1135     | 1116    | 1087    |
| Différence:          |       | +24,45 % | -1,67 % | -2,59 % |

| Année:               | 2023. | 2024.   |
| -------------------- | ----- | ------- |
| Nombre de personnes: | 1099  | 1087    |
| Différence:          |       | -1,09 % |